# Guettarda ferruginea
Guettarda ferruginea är en måreväxtart som beskrevs av August Heinrich Rudolf Grisebach. Guettarda ferruginea ingår i släktet Guettarda och familjen måreväxter.
Artens utbredningsområde är Kuba. Inga underarter finns listade i Catalogue of Life.